# Dysimia maculipennis
Dysimia maculipennis är en insektsart som beskrevs av Broomfield 1985. Dysimia maculipennis ingår i släktet Dysimia och familjen Derbidae. Inga underarter finns listade i Catalogue of Life.